# Judy Weiss
Judy Weiss (* 31. Mai 1972 in Berlin, bürgerlich Judith Tudorica) ist eine deutsche Sängerin.

## Leben
Mit sechs Jahren hatte Judy Weiss ihre ersten Klavierstunden. Sie besuchte acht Jahre lang eine Musikschule für Klavier und Gesang und danach die Hochschule für Musik „Hanns Eisler“ Berlin.
Nachdem sie Anfang 1993 mit dem Lied Cinderella einen kleinen Erfolg in den deutschen Charts hatte, wirkte sie in der Folge vor allem in verschiedenen Musicals mit: Ihre erste Rolle hatte sie 1994 als Anita in West Side Story, im Jahr darauf war sie in Die Schöne und das Biest zu sehen. Außerdem spielte sie noch in dem Berliner Musical Space Dream als Macchina und in Der Glöckner von Notre-Dame als Esmeralda mit. 1995 nahm sie mit Andrea Bocelli den Schweizer Nummer-eins-Hit Vivo per lei – Ich lebe für sie auf und sang mehrere Male mit der Jazzpianistin Maria Baptist, die auch bei dem von Weiss organisierten Projekt Firstfriday mitwirkt. Die Veranstaltung findet einmal im Monat in Berlin statt. Dabei spielen verschiedene Gäste mit Weiss und Baptist.
Im November 2000 brachte sie eine Tochter zur Welt.
Am 16. Mai 2008 erschien nach längerer Plattenpause ihre Single Just Because I Love You auf dem Label Gloriella Music von Jack White. Am 12. Dezember 2008 folgte das ebenfalls von Jack White produzierte Music Was My First Love, ein Remake des John-Miles-Klassikers Music.

## Alben
- 1993: Geh Deinen Weg
- 1995: Schütz mich!
- 1999: Something Real
- 2001: Believe
- 2014: Here I am
- 2023: Alles was zählt

## Singles/Maxi-CDs
- 1992: Cinderella
- 1992: Kirschen im Dezember
- 1993: So wie ein Schmetterling
- 1993: Weil Du wiederkommst ...
- 1994: Ach, lieber Gott
- 1995: Schütz mich!
- 1995: Weil ich Dich liebe
- 1995: Vivo per lei – Ich lebe für sie (Duett mit Andrea Bocelli)
- 1996: Wenn Du wüsstest ...
- 1999: Hypothetic
- 1999: You and I
- 2001: Could It Be Magic
- 2008: Just Because I Love You
- 2008: Music Was My First Love
- 2023: Völlig unerwartet

## Fernsehauftritte
ZDF-Hitparade:
- Cinderella (11. März 1993/Folge 281)
- Ach, lieber Gott (9. Juni 1994/Folge 295, 7. Juni 1994/Folge 296, 4. August 1994/Folge 297, 19. Januar 1995/Hits des Jahres 1994/Folge 302)
- Weil ich Dich liebe (22. Juni 1995/Folge 307)
- Vivo per lei (Duett mit Andrea Bocelli) (18. Januar 1996/Folge 314, als Gäste in der Ausgabe Hits des Jahres 1995)
- Wenn Du wüsstest ... (25. April 1996/Folge 318)

25.06.2023
ZDF Fernsehgarten